# Earl Clark
Pour les articles homonymes, voir Clark.
Earl Rashad Clark (né le 17 janvier 1988 à Plainfield, New Jersey) est un joueur américain de basket-ball.

## Carrière NBA

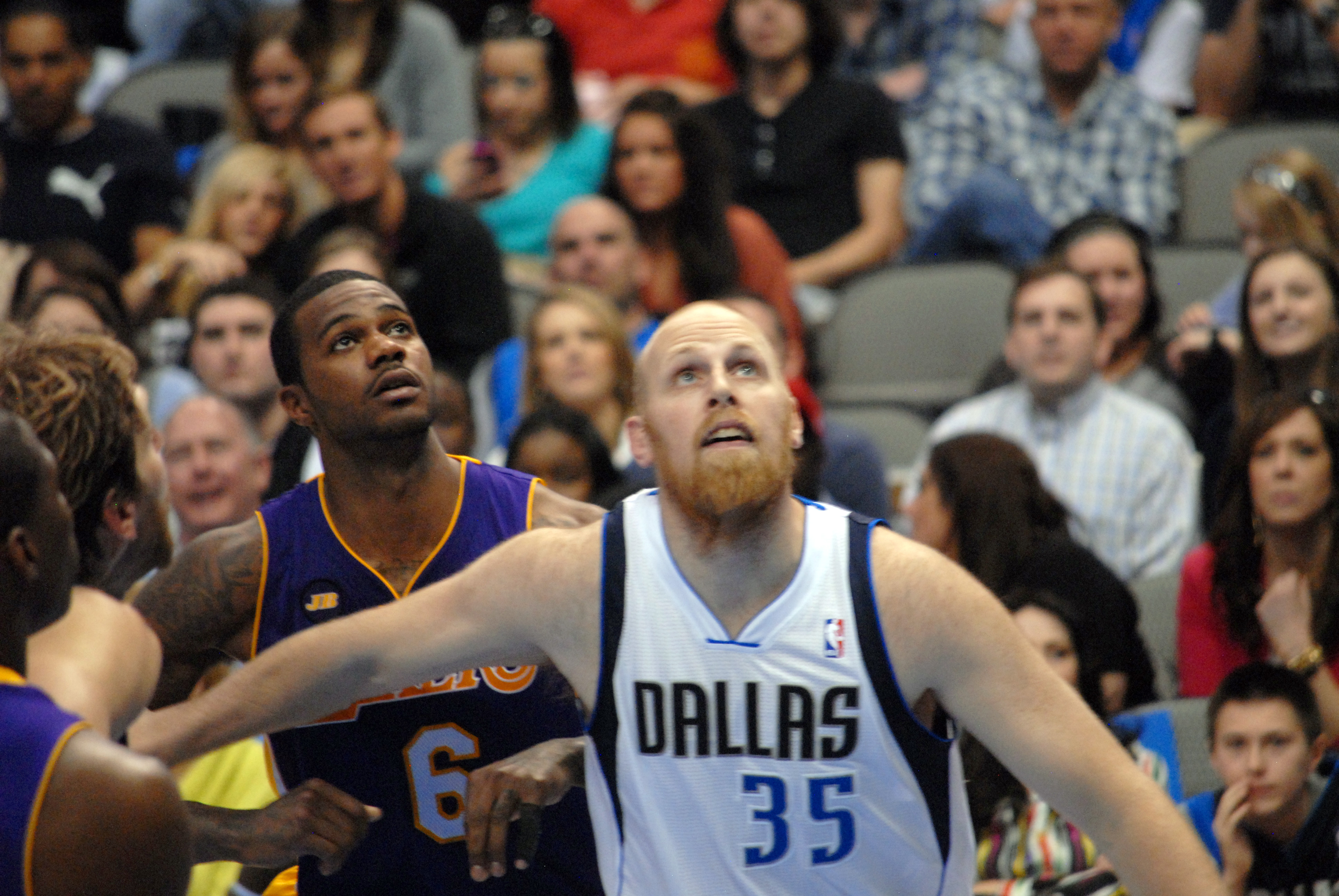
Chris Kaman & Earl Clark, Lakers vs Mavs, February 2013

### Suns de Phoenix (2009-déc. 2010)
Il est drafté à la 14e position en 2009 par les Suns de Phoenix. Il marque son premier panier à trois points le 28 janvier 2010. Clark est envoyé chez l'Energy de l'Iowa en D-League le 15 mars 2010 après avoir disputé 45 rencontres avec les Suns où il tournait à 2,7 points, 1,1 rebond en 7,6 minutes par match.

### Magic d'Orlando (déc. 2010-2012)
Le 18 décembre 2010, il est échangé par les Suns de Phoenix contre Vince Carter, Mickaël Piétrus, Marcin Gortat, un premier tour de draft 2011 et trois millions de dollars, et rejoint le Magic d'Orlando avec ses coéquipiers Jason Richardson et Hedo Turkoglu.
En août 2011, durant le NBA Lock-out 2011, il signe en Chine chez les Zhejiang Lions. Toutefois, après un mois en Chine, il demande à quitter l'équipe pour des raisons personnelles sans avoir disputé une seule rencontre avec l'équipe chinoise.
En décembre 2011, il prolonge son contrat de deux ans.
Le 16 avril 2012, il réalise son premier double-double avec 14 points et 11 rebonds.

### Lakers de Los Angeles (2012-2013)
Le 10 août 2012, il est transféré aux Lakers de Los Angeles dans un échange à quatre équipes qui envoie notamment Dwight Howard aux Lakers. Les Nuggets de Denver reçoivent Andre Iguodala, les Sixers de Philadelphie récupèrent Andrew Bynum et Jason Richardson et le Magic gagnent Arron Afflalo, Al Harrington, Nikola Vučević, Maurice Harkless, Josh McRoberts, Christian Eyenga et un premier tour de draft protégé. Les Lakers récupèrent également Chris Duhon dans le transfert.
Le 9 janvier 2013, Clark réalise un très bon match, en 27 minutes, il réalise ses records personnes avec 22 points et 13 rebonds contre les Spurs de San Antonio. À la suite de ce match, son temps de jeu augmente notamment grâce aux blessures de Dwight Howard, Pau Gasol et Jordan Hill. Son entraîneur Mike D'Antoni le trouve phénoménal alors qu'il vient de réaliser son second double-double en carrière. Clark réalise trois double-double en six matchs et il finit par être titularisé à chaque match même au retour de Gasol. Après trois ans avec un temps de jeu limité, Clark approche les 30 minutes de jeu par match. Toutefois, il apparaît fatigué en mars et D'Antoni remplace Clark par Gasol dans le cinq majeur.

### Cavaliers de Cleveland/Sixers de Philadelphie (2013-fév. 2014)
Le 22 juillet 2013, il signe aux Cavaliers de Cleveland.
Le 20 février 2014, il est transféré aux 76ers de Philadelphie en compagnie d'Henry Sims et deux futurs second tour de draft contre Spencer Hawes. Le lendemain, il est coupé par les 76ers.

### Knicks de New York (fév.-mars 2014)
Il intéresse les Knicks de New York. Le 25 février, il signe un contrat de 10 jours avec les Knicks. Le 10 mars, il signe un second contrat de 10 jours. Le 20 mars, il n'est pas conservé jusqu'à la fin de la saison et doit donc chercher un nouveau club.

### Grizzlies de Memphis / Rockets de Houston (2014)
Le 2 septembre 2014, il est testé par les Spurs de San Antonio. Le 25 septembre 2014, il signe avec les Grizzlies de Memphis. Cependant, il est coupé par les Grizzlies le 22 octobre 2014. Deux jours plus tard, il signe aux Rockets de Houston mais est coupé trois jours plus tard.

### Vipers de Rio Grande Valley (2014)
Le 31 octobre 2014, Clark est sélectionné par l'Energy de l'Iowa en D-League en tant que joueur affilié aux Grizzlies de Memphis. Néanmoins, il est transféré aux Vipers de Rio Grande Valley le lendemain.
Entre le 14 novembre et le 6 décembre 2014, il dispute six rencontres chez les Vipers.

### Shandong Lions (2014-2015)
Le 10 décembre 2014, Clark signe en Chine, chez les Shandong Lions après avoir rompu son contrat avec les Vipers de Rio Grande Valley. En 19 matchs avec Shandong, il a des moyennes de 26,7 points et 10,3 rebonds par match.

### Nets de Brooklyn (2015)
Le 27 mars 2015, il signe un contrat de dix jours avec les Nets de Brooklyn. Le 6 avril 2015, il signe avec les Nets jusqu'en 2016. Le 4 août 2015, à sa demande, il est coupé par les Nets.

### Europe (depuis 2016)
En juillet 2019, Clark rejoint le CB Miraflores, club espagnol de première division avec lequel il signe un contrat d'une saison. Clark et Miraflores se séparent en mai 2020.

## Statistiques

### Universitaires
Les statistiques en matchs universitaires d'Earl Clark sont les suivantes :
| Année     | Équipe     | Matches | Titul. | Min./m. | %tir | %3pts | %l-f | rbds/m. | pass/m. | int/m. | ctr/m. | pts/m. |
| --------- | ---------- | ------- | ------ | ------- | ---- | ----- | ---- | ------- | ------- | ------ | ------ | ------ |
| 2006-2007 | Louisville | 32      | 5      | 16,0    | 48,0 | 37,0  | 59,7 | 3,78    | 0,38    | 0,66   | 0,44   | 5,91   |
| 2007-2008 | Louisville | 35      | 22     | 28,5    | 47,6 | 22,7  | 65,4 | 8,14    | 1,37    | 0,97   | 1,69   | 11,14  |
| 2008-2009 | Louisville | 37      | 36     | 34,3    | 45,7 | 32,6  | 64,7 | 8,70    | 3,22    | 1,03   | 1,38   | 14,19  |
| Total     | Total      | 104     | 63     | 26,7    | 46,7 | 29,8  | 64,0 | 7,00    | 1,72    | 0,89   | 1,19   | 10,62  |

### Saison régulière
| Année   | Équipe    | Matches | Titul. | Min./m. | %tir | %3pts | %l-f | rbds/m. | pass/m. | int/m. | ctr/m. | pts/m. |
| ------- | --------- | ------- | ------ | ------- | ---- | ----- | ---- | ------- | ------- | ------ | ------ | ------ |
| 2009–10 | Suns      | 51      | 0      | 7,5     | 37,1 | 40,0  | 72,2 | 1,2     | 0,4     | 0,1    | 0,2    | 2,7    |
| 2010–11 | Suns      | 9       | 0      | 8,0     | 38,7 | 0,0   | 50,0 | 1,9     | 0,4     | 0,1    | 0,3    | 3,2    |
| 2010–11 | Magic     | 33      | 0      | 11,9    | 44,1 | 0,0   | 59,5 | 2,5     | 0,2     | 0,2    | 0,4    | 4,1    |
| 2011–12 | Magic     | 45      | 1      | 12,4    | 36,7 | 0,0   | 72,4 | 2,8     | 0,4     | 0,3    | 0,7    | 2,7    |
| 2012–13 | Lakers    | 59      | 36     | 23,1    | 37,2 | 33,7  | 69,7 | 5,5     | 1,1     | 0,6    | 0,8    | 7,3    |
| 2013–14 | Cavaliers | 45      | 17     | 15,5    | 37,5 | 34,5  | 58,3 | 2,8     | 0,4     | 0,4    | 0,4    | 5,2    |
| 2013–14 | Knicks    | 9       | 0      | 7,8     | 33,3 | 16,7  | 80,0 | 1,8     | 0,2     | 0,1    | 0,7    | 2,56   |
| 2014–15 | Nets      | 10      | 0      | 9,3     | 36,7 | 28,6  | 25,0 | 2,3     | 0,3     | 0,3    | 0,4    | 2,70   |
| Total   | Total     | 261     | 54     | 13,9    | 40,3 | 66,4  | 66,4 | 3,0     | 0,5     | 0,3    | 0,5    | 4,4    |

### Playoffs
| Année | Équipe | Matches | Titul. | Min./m. | %tir | %3pts | %l-f  | rbds/m. | pass/m. | int/m. | ctr/m. | pts/m. |
| ----- | ------ | ------- | ------ | ------- | ---- | ----- | ----- | ------- | ------- | ------ | ------ | ------ |
| 2010  | Suns   | 3       | 0      | 4,0     | 33,3 | 0,0   | 100,0 | 0,7     | 0,3     | 0,3    | 0,0    | 1,3    |
| 2011  | Magic  | 1       | 0      | 6,0     | 33,3 | 0,0   | 0,0   | 4,0     | 1,0     | 1,0    | 1,0    | 2,0    |
| 2012  | Magic  | 5       | 0      | 17,6    | 44,4 | 0,0   | 57,1  | 6,6     | 0,4     | 0,2    | 1,0    | 4,0    |
| 2013  | Lakers | 4       | 1      | 20,4    | 36,8 | 0,0   | 0,0   | 3,0     | 0,5     | 0,3    | 0,3    | 3,5    |
| 2015  | Nets   | 2       | 0      | 6,5     | 20,0 | 66,7  | 0,0   | 1,0     | 0,0     | 0,5    | 0,0    | 3,0    |
| Total | Total  | 15      | 1      | 13,4    | 35,8 | 28,6  | 66,7  | 3,5     | 0,3     | 0,4    | 0,5    | 3,1    |

## Records personnels sur une rencontre NBA
Les records personnels d'Earl Clark, officiellement recensés par la NBA sont les suivants :
| Type de statistique        | Saison régulière | Saison régulière                                   | Saison régulière                 | Playoffs | Playoffs                                   | Playoffs                    |
| Type de statistique        | Record           | Adversaire                                         | Date                             | Record   | Adversaire                                 | Date                        |
| -------------------------- | ---------------- | -------------------------------------------------- | -------------------------------- | -------- | ------------------------------------------ | --------------------------- |
| Points                     | 22               | @ Spurs de San Antonio                             | 9 janvier 2013                   | 6        | 3 fois                                     |                             |
| Paniers marqués            | 9                | @ Spurs de San Antonio                             | 9 janvier 2013                   | 3        | Spurs de San Antonio @ Pacers de l'Indiana | 28 avril 2013 30 avril 2012 |
| Paniers tentés             | 17               | @ Heat de Miami                                    | 10 février 2013                  | 9        | Spurs de San Antonio                       | 26 avril 2013               |
| Paniers à 3 points réussis | 4                | Hornets de La Nouvelle-Orléans Bucks de Milwaukee  | 29 janvier 2013 20 décembre 2013 | 1        | @ Hawks d'Atlanta                          | 19 avril 2015 1er mai 2015  |
| Paniers à 3 points tentés  | 8                | Pistons de Détroit                                 | 23 décembre 2013                 | 3        | Spurs de San Antonio                       | 26 avril 2013               |
| Lancers francs réussis     | 6                | @ Thunder d'Oklahoma City                          | 5 mars 2013                      | 2        | 3 fois                                     |                             |
| Lancers francs tentés      | 8                | Thunder d'Oklahoma City @ Thunder d'Oklahoma City  | 25 février 2011 5 mars 2013      | 4        | @ Pacers de l'Indiana                      | 28 avril 2012               |
| Rebonds offensifs          | 6                | @ Raptors de Toronto                               | 20 janvier 2013                  | 2        | 5 fois                                     |                             |
| Rebonds défensifs          | 11               | Hornets de La Nouvelle-Orléans Celtics de Boston   | 29 janvier 2013 20 février 2013  | 7        | @ Pacers de l'Indiana                      | 28 avril 2012               |
| Rebonds totaux             | 16               | Celtics de Boston                                  | 20 février 2013                  | 9        | @ Pacers de l'Indiana                      | 28 avril 2012               |
| Passes décisives           | 5                | Hornets de La Nouvelle-Orléans                     | 9 avril 2013                     | 1        | 4 fois                                     |                             |
| Interceptions              | 3                | 3 fois                                             |                                  | 1        | 6 fois                                     |                             |
| Contres                    | 5                | Mavericks de Dallas                                | 2 avril 2013                     | 4        | @ Pacers de l'Indiana                      | 28 avril 2012               |
| Balles perdues             | 6                | Pacers de l'Indiana Hornets de La Nouvelle-Orléans | 13 avril 2011 29 janvier 2013    | 3        | Spurs de San Antonio                       | 26 avril 2013               |
| Minutes jouées             | 42               | @ Pistons de Détroit @ Heat de Miami               | 3 février 2013 10 février 2013   | 31       | Spurs de San Antonio                       | 28 avril 2013               |

- Double-double : 12 (au terme de la saison 2014/2015).
- Triple-double : aucun.

## Palmarès
- McDonald's All-American (2006)